# Шлейн, Герман
Герман Шлейн (эст. German Šlein; 28 марта 1996, Таллин) — эстонский футболист, полузащитник.

## Биография
Воспитанник таллинского футбольного клуба «Легион». В 2012 году дебютировал на взрослом уровне в старшей команде «Легиона» в одной из низших лиг чемпионата Эстонии.
Летом 2013 года перешёл в таллинскую «Флору». Дебютный матч за основной состав клуба сыграл в высшей лиге Эстонии 9 ноября 2013 года в игре последнего тура против «Калева Силламяэ», выйдя на замену на 63-й минуте. Первый гол в высшем дивизионе забил 5 августа 2017 года в ворота «Вапруса». Чемпион Эстонии 2015 и 2017 годов, обладатель Кубка Эстонии 2016 года. За время пребывания в таллинском клубе не смог стать твёрдым игроком основного состава.
В сентябре 2018 года перешёл на правах аренды в клуб второго дивизиона Чехии «Высочина». В июле 2019 года хавбека отдали в аренду клубу «Нарва-Транс». Однако за команду он сыграл только 44 минуты в ответном матче Лиге Европы против «Будучности». В нем он получил травму и выбыл на полгода. Из-за нее нарвитяне решили вернуть игрока в «Флору». Спустя пять лет он вернулся в команду. Зимой до конца сезона перешел в сербское «Смедерево», а в июле 2025 года полузащитник в третий раз пришел в «Нарву-Транс».
Выступал за сборные команды Эстонии младших возрастов, начиная с 16 лет.

## Достижения
- Чемпион Эстонии (2): 2015, 2017.
- Обладатель Кубка Эстонии (1): 2016.
- Обладатель Суперкубка Эстонии (1): 2016.